# Fat Man

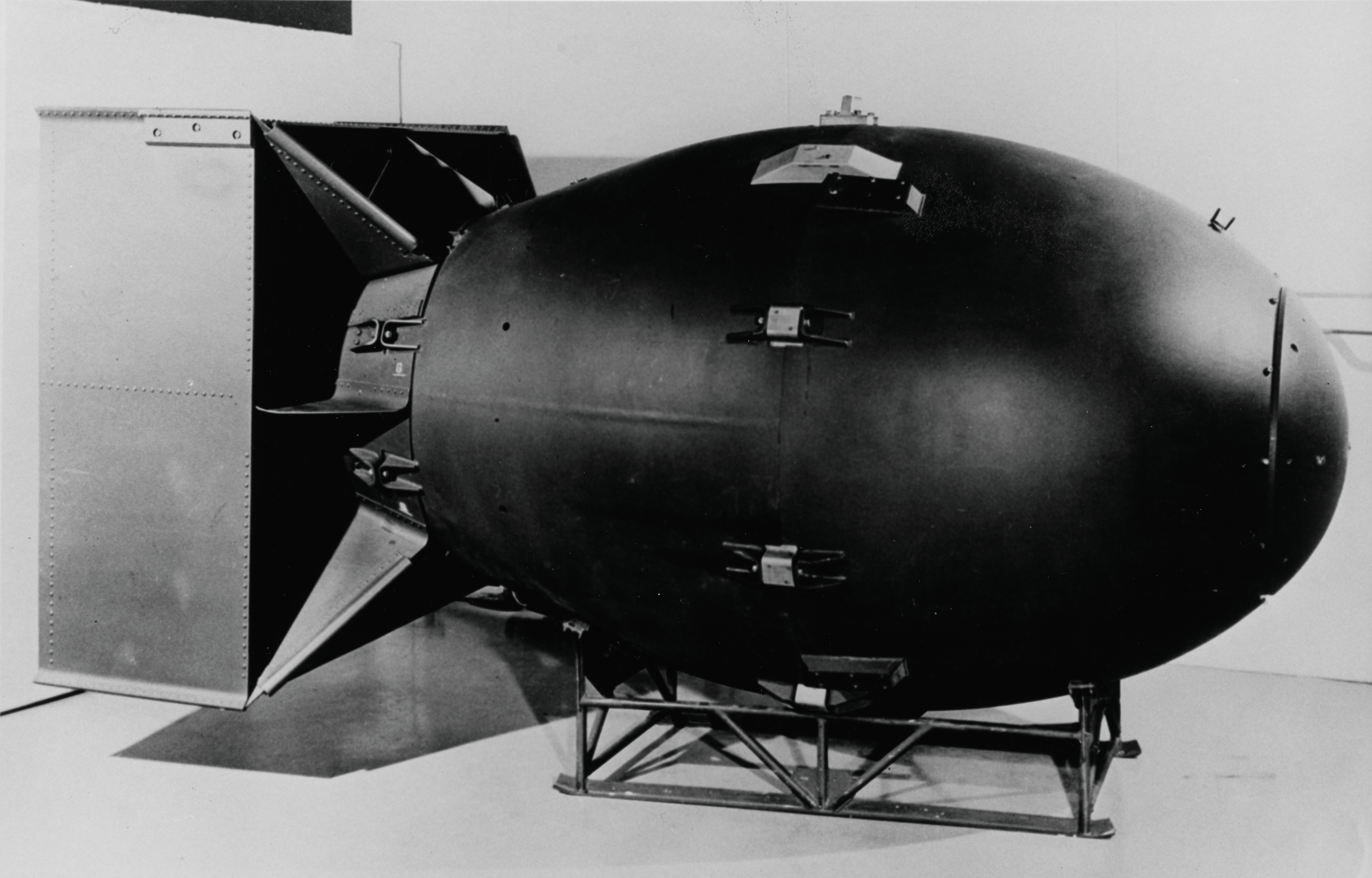
Fat Man

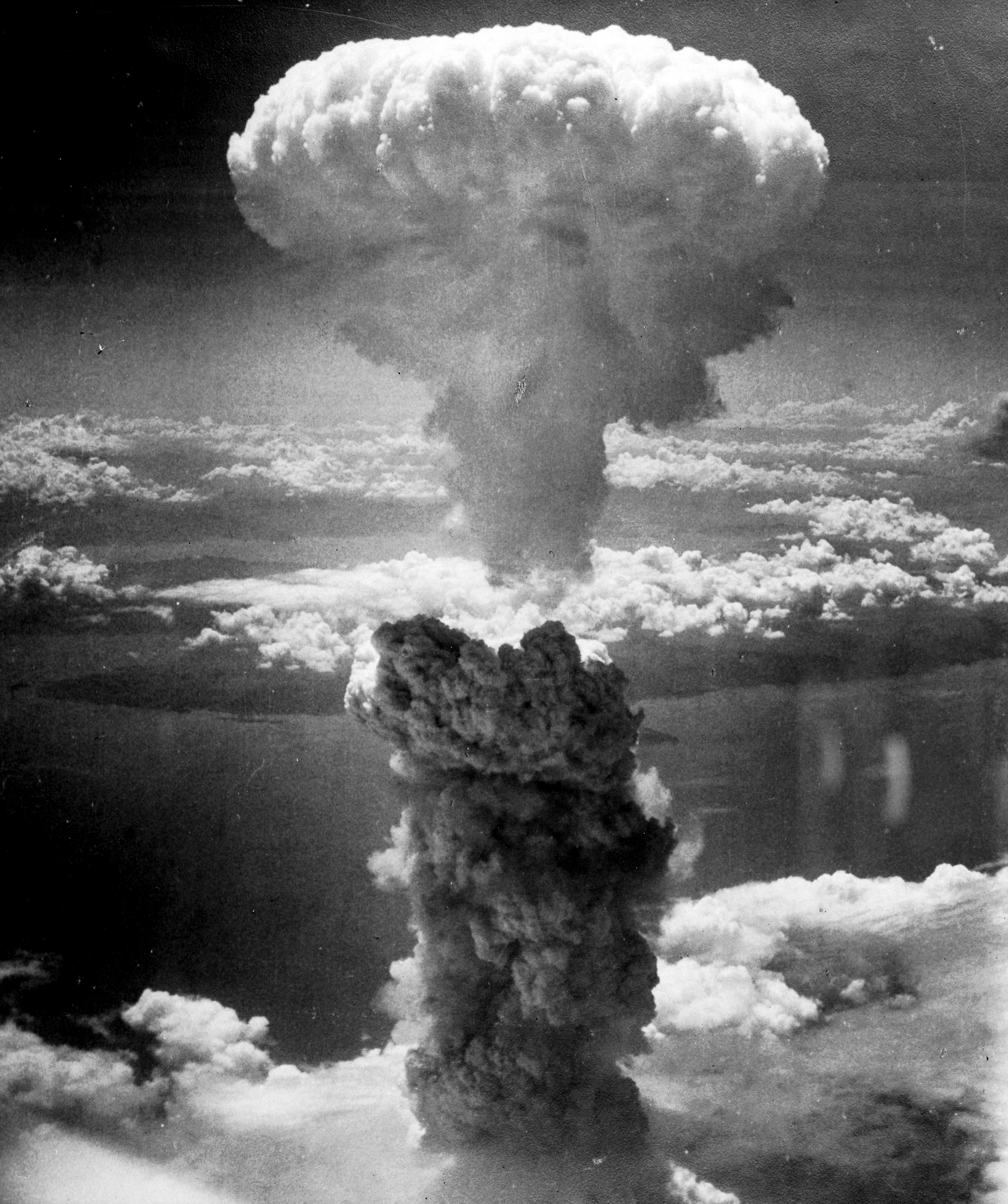
De aanval gefotografeerd vanuit een van de B-29 Superfortresses betrokken bij de aanval

Fat Man was de atoombom die op 9 augustus 1945 (drie dagen na de detonatie van Little Boy)
door Frederick Ashworth van de Amerikaanse luchtmacht vanuit het vliegtuig B-29 Bockscar boven Nagasaki in Japan werd afgeworpen. De piloot was Charles Sweeney. Deze bom had een kracht van 21 kiloton TNT.
Het 3,25 m lange massavernietigingswapen was met 4545 kg iets zwaarder dan Little Boy, die enkele dagen eerder boven Hiroshima was afgeworpen. Niet Nagasaki maar het nabijgelegen Kokura was het primaire doel. Omdat het te bewolkt was en de opdracht luidde om met goed zicht te bombarderen, werd uitgeweken naar Nagasaki. Nagasaki stond als tweede doelwit op de lijst. Daar werd een gat in de bewolking gevonden, ongeveer drie mijl van het doelwit. Daardoor vond de explosie gedeeltelijk plaats boven dunbevolkt gebied. Bij de aanval vielen ongeveer 40.000 doden en 25.000 gewonden, minder dan bij de aanval op Hiroshima.

## Constructie
Het explosieve deel van de bom bestond uit een bolvormige constructie, die (van buiten naar binnen) uit de volgende componenten was opgebouwd: enkele lagen conventionele explosieven van zorgvuldig ontworpen vorm en samenstelling. Daarbinnen een aluminium drukstuk. Daarbinnen een dikke schil van uranium die vanwege zijn massa bedoeld was om de kernreactie lang genoeg bijeen te houden om het rendement op te voeren. Daarbinnen bevond zich de plutonium-“pit” met geheel in het centrum een beryllium–polonium-ontsteker die bij implosie een grote hoeveelheid neutronen produceerde om de nucleaire kettingreactie op gang te brengen.

## Werking

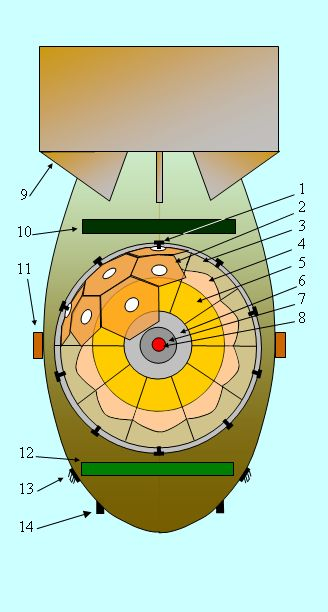
De belangrijkste componenten van Fat Man. Verklaring van de nummers in de artikeltekst.

Het ontwerp was erop toegespitst om de nucleaire lading met een “shaped charge” (holle lading) zodanig bijeen te drukken dat een efficiënte nucleaire kettingreactie in de bomkern kon plaatsvinden. Daartoe was aan de buitenzijde van de bom, zo veel mogelijk bolsymmetrisch, een geometrie van zeskante en vijfhoekige blokken explosief materiaal aangebracht (2), die op de vooringestelde hoogte elk door een eigen elektrische ontsteker (1) tegelijk tot explosie kon worden gebracht. Het vlamfront breidt zich dan aanvankelijk in ieder blok convex uit (“bol”-vormig, 3), maar wordt door de vorm en samenstelling (4) van de dieper gelegen laag explosief materiaal concaaf (hol). In laag 5 is het vlamfront dan in voldoende mate bolsymmetrisch, waarna aluminium schil 6 de drukstoot doorgeeft aan de uranium bol 7, die daardoor inwaarts versnelt. Plutonium bol 8 (de “pit”) wordt samengeperst en de polonium-beryllium-neutronenbron (op de afbeelding niet te zien) ontsteekt door de grote compressie. Er komt daardoor een nucleaire explosie op gang, waarbij aanvankelijk de zich nog naar binnen bewegende zware uraniumlaag (7) de “pit” lang genoeg bijeen houdt om een grote neutronenvermenigvuldiging te realiseren (opsluiting van de kettingreactie door middel van de binnenwaarts gerichte impuls van de uraniumschil: inertial containment of traagheidsopsluiting).
Verder bevatte de bom de volgende apparatuur:
9: aerodynamische vin, 10: instrumentenplatform (radar, drukschakelaars (hoogtemeting) en timers), 11: ophangpunten, 12: accu’s en elektrische ontsteking, 13: radarantenne, 14: contactontsteker.

## Ontwerpgeschiedenis
Het oorspronkelijke ontwerp van de plutoniumbom was ook gebaseerd op het eerdere en eenvoudiger gun type-design zoals de Hiroshimabom. Het plutonium van de kernreactor Hanford Site was echter niet zuiver genoeg en bevatte plutonium-240, waarvan de kernen 40.000 keer sneller uiteenvallen dan die van plutonium-239. Het samenbrengen van de kritische massa zou in een gun type-bom te traag gaan; de laatste centimeters zouden in minder dan 40 microseconde afgelegd moeten worden om een halfslachtige explosie te voorkomen. Seth Neddermeyer (Los Alamos) kwam met het idee van alzijdige compressie van de plutonium bol om de kritieke massa op een optimale wijze te realiseren. Ook wordt wel een veiligheidsaspect van dit bomconcept genoemd wat bij de beslissing om tot dit complexere bomtype over te gaan een rol gespeeld zou hebben. Indien bij dit bomtype een of enkele ontstekers per ongeluk afgaan dan zou de explosie veel minder heftig zijn. Dit in tegenstelling tot bij het gun type-ontwerp.

## Spionage
Klaus Fuchs spioneerde voor de Russen en speelde hen informatie over Fat Man toe. De eerste Sovjet-atoombom RDS-1, in het westen bekend onder de codenaam Joe 1, was gebaseerd op het Fat Man-ontwerp. Het originele ontwerp van Fat Man is nog steeds geheim. Wat bekend is, is vooral gebaseerd op gegevens die door spionnen te Los Alamos naar de Russen zijn gestuurd en die in 1992 vrijgegeven zijn door de Russische regering.

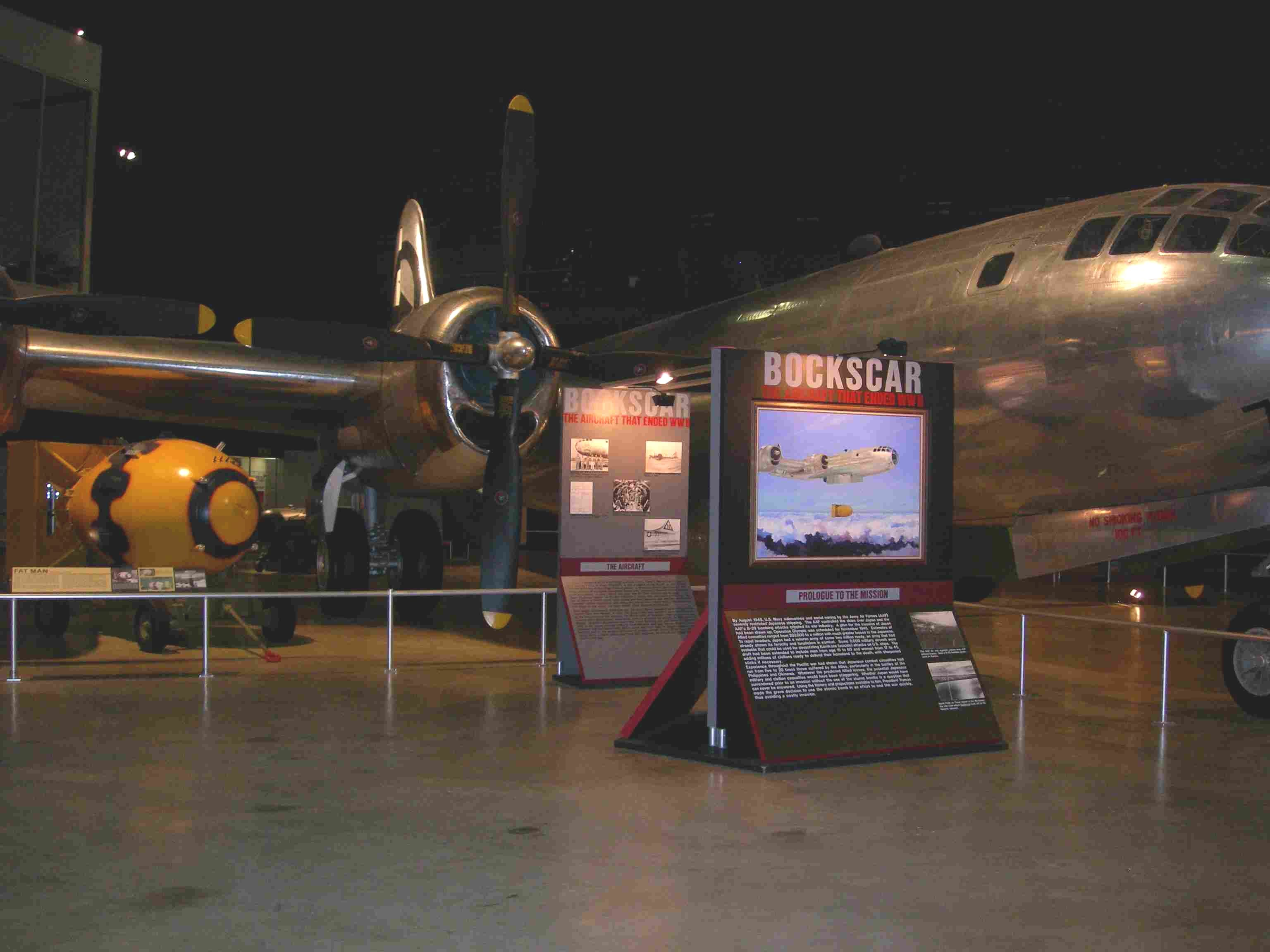
Replica van B-29 Bockscar en Fat Man in het National Museum of the United States Air Force